# Lukas Alexander von Horbatschewsky
Lukas Alexander von Horbatschewsky (* 3. August 2000 in Hamburg) ist ein deutscher Schauspieler und Drehbuchautor.

## Leben
Horbatschewsky besuchte das Sachsenwald-Gymnasium in Reinbek und absolvierte dort 2018 seine Fachhochschulreife. Von Horbatschewsky ist trans.
Er wurde als Schauspieler durch die deutsche Jugendfernsehserie Druck von Funk bekannt. Dort spielt er David Schreibner, einen jungen trans Mann, der in der dritten Staffel Matteo kennenlernt, dargestellt von Michelangelo Fortuzzi, und sich in ihn verliebt. Er entwickelte sich im Serienverlauf zum Fanliebling. In Staffel 6 kehrte von Horbatschewsky als Drehbuchautor ans Set der Serie zurück, nachdem er bereits für die David-Storyline beratend tätig war, und hatte einen Gastauftritt.
2019 spielte er in einer Produktion des VHS-Ensembles Sachsenwald den Romeo im Shakespeare-Stück Romeo und Julia in Reinbek. Des Weiteren drehte er für die Fernsehreihe Käthe und ich. In einer Folge der TV-Serie SOKO Leipzig, die im Januar 2020 erstausgestrahlt wurde, spielte er die junge Transfrau Ria Fenner. 2020 übernahm er in der deutschen Fassung des Videospiels Tell Me Why von Dontnod Entertainment die Hauptrolle des Tyler Ronan, der ebenfalls trans ist.
2021 war er als Hörbuchsprecher für Kacen Callenders „Felix Ever After“ tätig. 2023 beteiligte er sich bei der fiktiven Band „All Directions“ des ZDF Magazin Royale am Lied „Be Proud“, in dem Rainbow capitalism/Corporate Pride kritisiert wurde. 2023 spielte er eine kleine Nebenrolle in dem Netflixfilm Paradise. 2024 spielte er in der Fernsehserie Pauline den Charakter Tony.

## Filmografie (Auswahl)
- 2019, 2021: Druck (Fernsehserie, 17 Folgen)
- seit 2019: Käthe und ich (Fernsehreihe)
  - 2019: Dornröschen
  - 2019: Das Findelkind
  - 2020: Zurück ins Leben
  - 2020: Papakind
  - 2021: Im Schatten des Vaters
  - 2022: Das Adoptivkind
  - 2023: Freundinnen für immer
  - 2023: Verbotene Liebe
- 2020: SOKO Leipzig (Fernsehserie, 1 Folge)
- 2020: Tell Me Why
- 2021: Kroymann (Satiresendung, 1 Folge)
- 2021: Immer der Nase nach
- 2023: Intimate (Fernsehserie, Staffel 1)
- 2023: Paradise (Netflixfilm)
- 2024: Pauline (Fernsehserie)
- 2024: Alter weißer Mann
- 2025: Intimate (Fernsehserie, Staffel 2)